# Winchcombe Castle

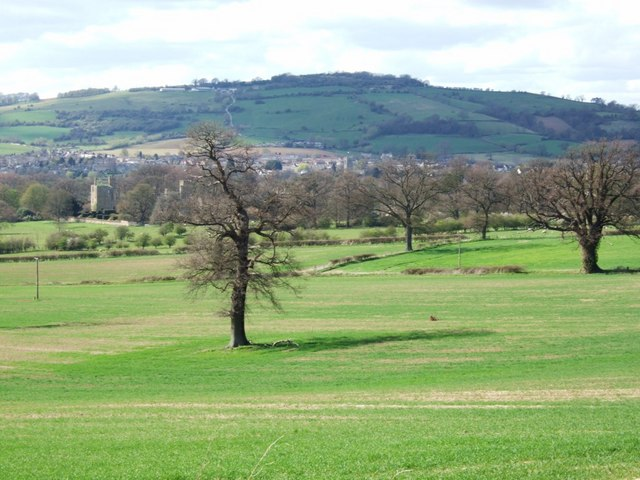
Entlang des Warden's Way Farmland oberhalb von Sudeley Castle, mit Winchcombe in der Ferne.

Winchcombe Castle ist eine abgegangene Motte in der Kleinstadt Winchcombe in der englischen Grafschaft Gloucestershire.
Die Burg entstand im Chaos der Anarchie im 12. Jahrhundert. Sie wurde entweder 1140 oder 1144 im Nordosten von Winchcombe, damals eine Konfliktregion, erbaut und lag auf einem hohen Mound. Roger Fitzmiles, 2. Earl of Hereford, ein Unterstützer von Kaiserin Matilda, ließ sie anlegen, aber sie wurde bereits im Spätjahr 1144 von den Truppen König Stephans direkt angegriffen. Die Burg wurde nach dem Angriff zerstört und nie wieder aufgebaut.